# Setra

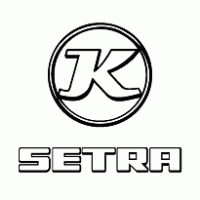
Setra

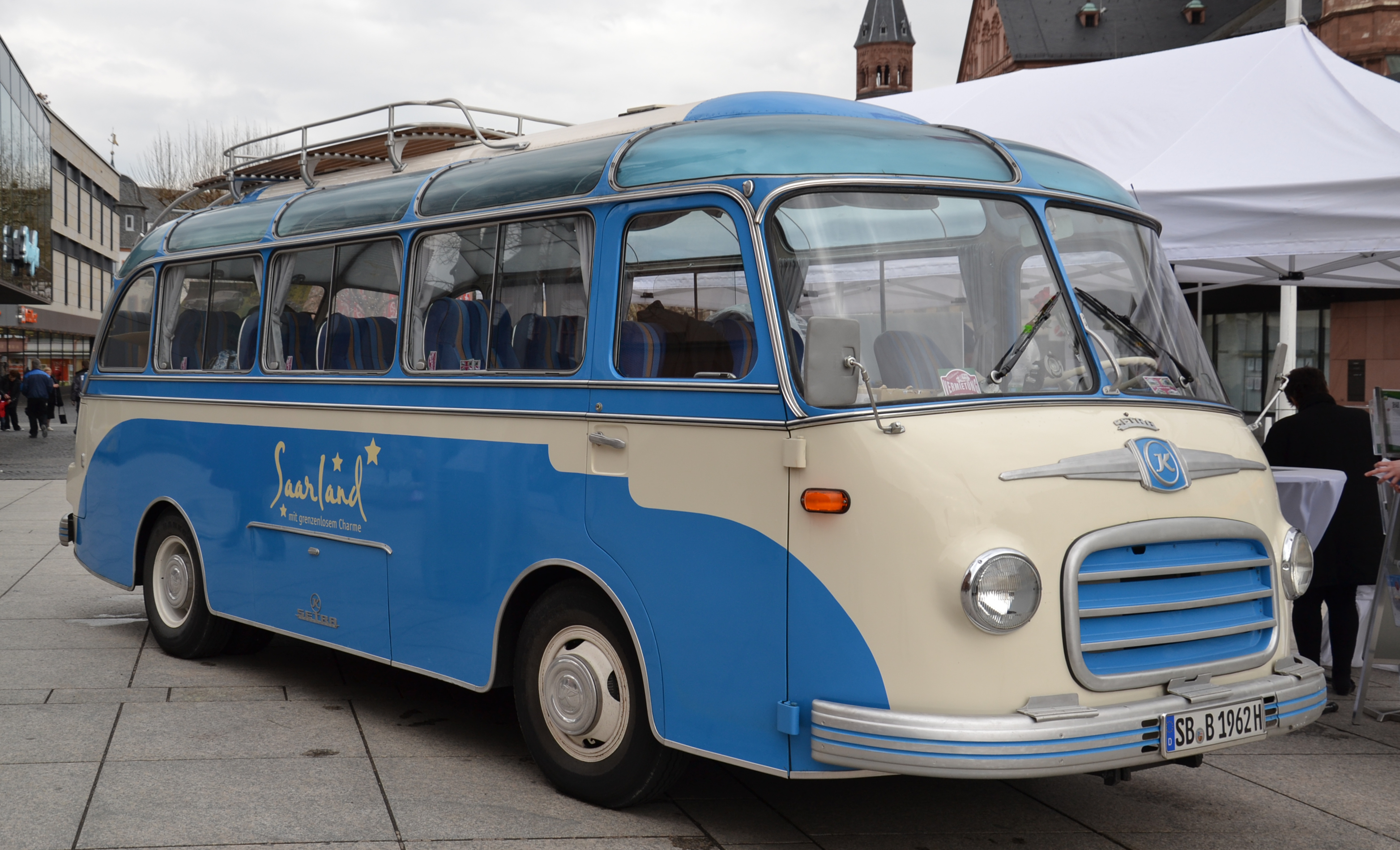
Setra S6

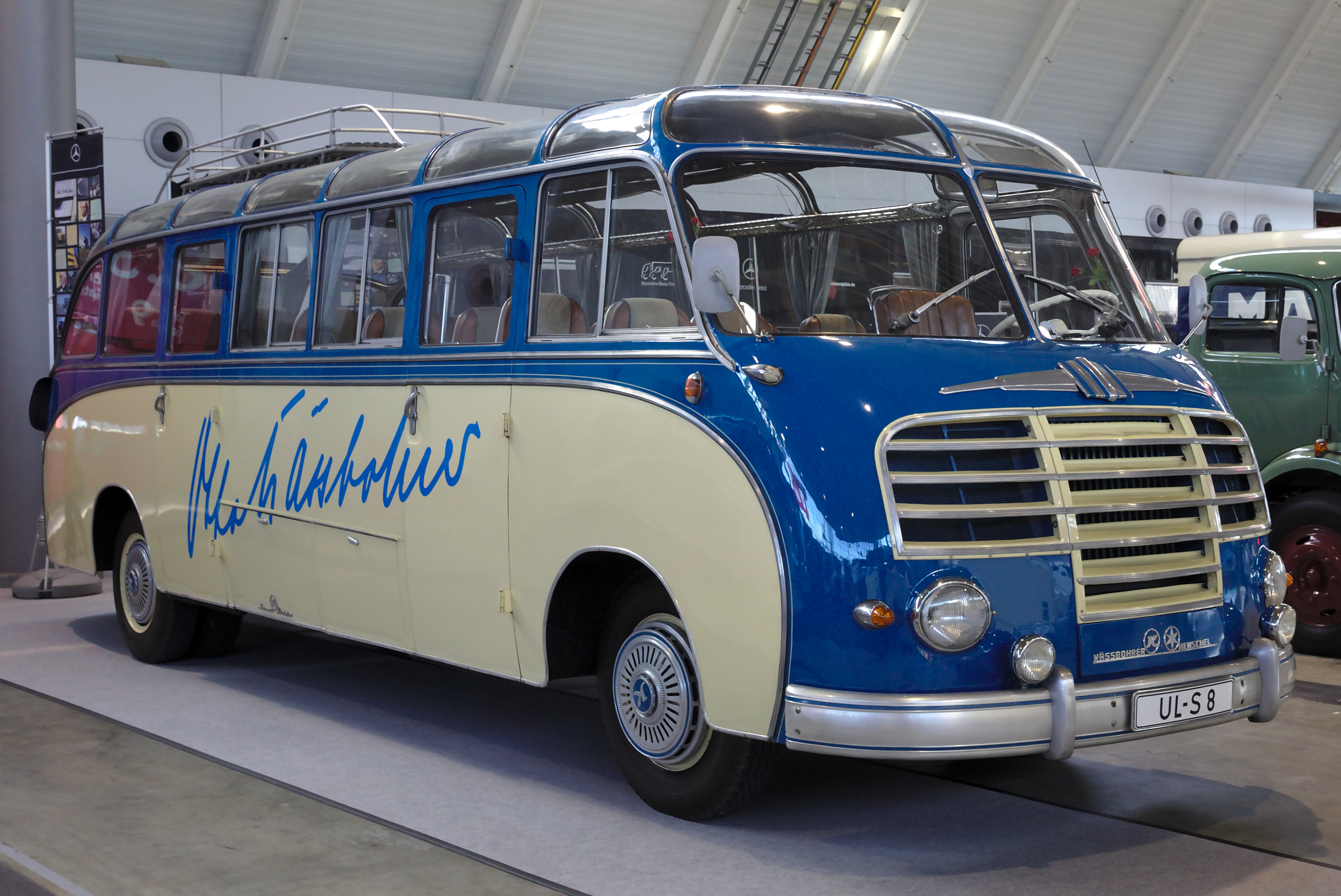
Setra S8

A Setra é uma marca de autocarros alemã que pertence a Daimler Truck. A Kässbohrer Setra é uma marca de autocarros de luxo, seguros e confortáveis da empresa da Mercedes-Benz que equipa tanto os autocarros Kässbohrer Setra como os da Mercedes, na mesma fábrica em Neu-Ulm. 
A Kässbohrer Setra começou a produzir autocarros em 1951 e em 1995 foi comprada pela Daimler AG que vende os autocarros sob EvoBus. Kässbohrer vem do nome do fundador e Setra vem de "Selbsttragend" que significa auto-sustentável. A Kässbohrer já existia desde 1893 em que produzia chassis para autocarros. Atualmente é a segunda marca de Veículos Pesados mais vendida em todo o mundo.

## História

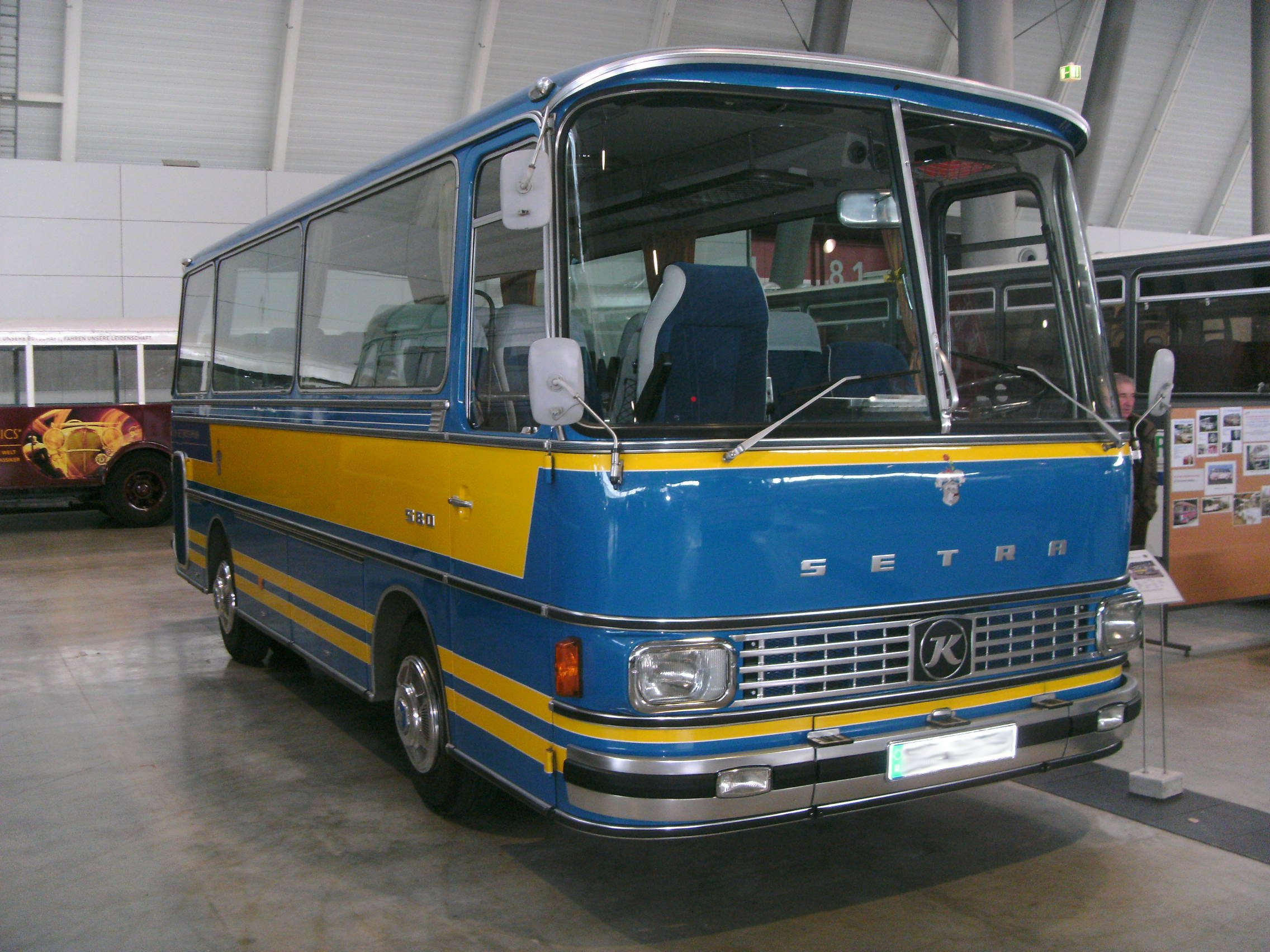
Setra S80

A Kässbohrer apareceu em 1883 por Karl Heinrich Kässbohrer(1864-1922) quando começou a estudar a construção de autocarros em Viena. O primeiro chassis que fizeram foi em 1904. A fábrica deste tempo situava-se em Old-Ulm. Karl Heinrich Kässbohrer acabou por falecer em 1922. O seu filho Otto Kässbohrer ficou a liderar a empresa para um futuro de sucesso. 

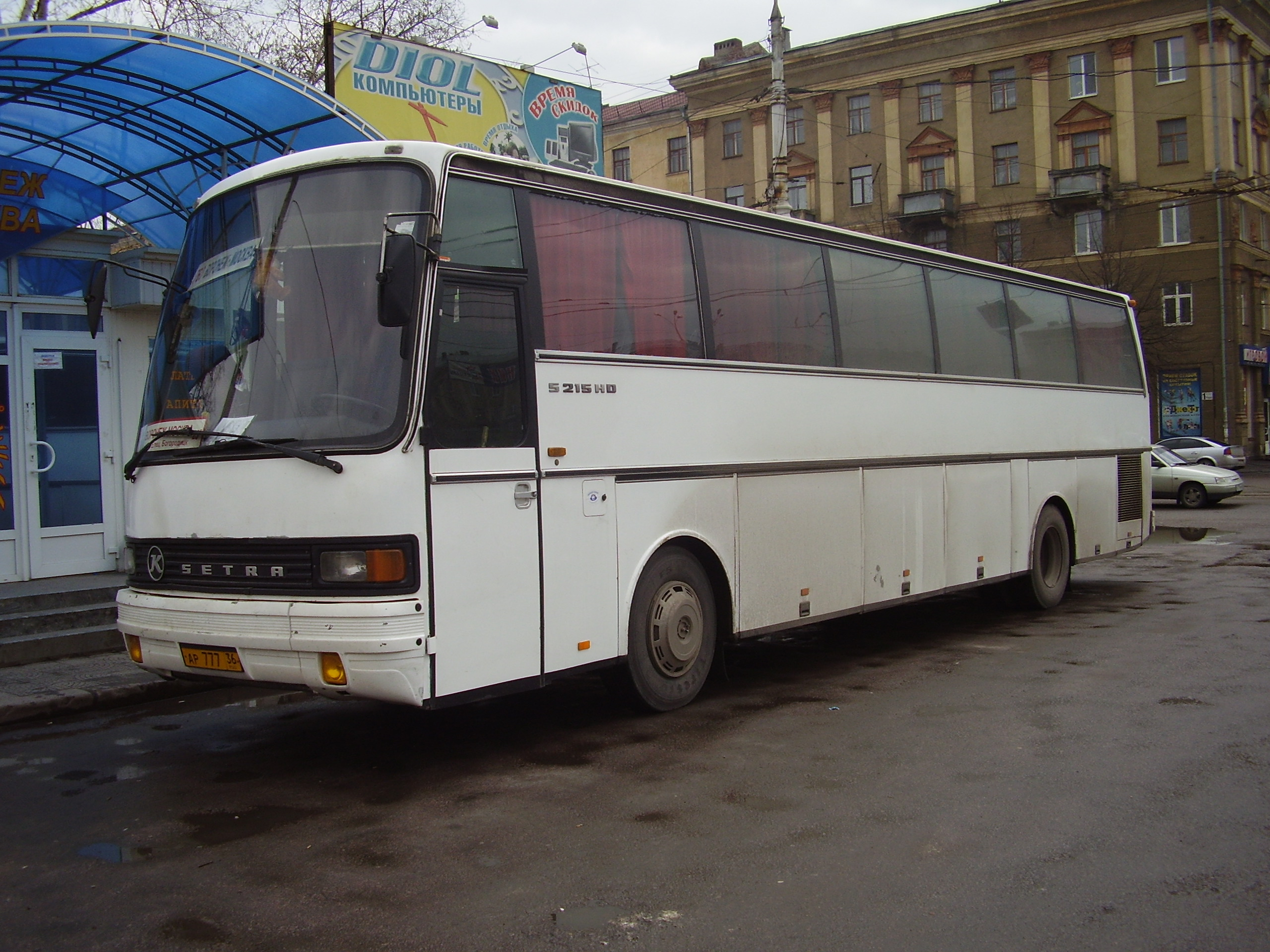
Setra S225

Em 1951 nasce a Setra que muda o nome da empresa para Kässbohrer Setra que produziu o seu primeiro autocarro, o Setra S8. A primeira Série de autocarros apareceu em 1951 com o Setra S8 e acabou em 1967. A partir desta data apareceu a Série 100 que foi muito boa para o desenvolvimento e sucesso da Kässbohrer Setra. 
Em 1972 aparece a série 200 com um autocarro equipado com WC, cozinha e ar condicionado. A série 200 começou a produzir os primeiros autocarros de turismo relativamente altos aos anteriores e muito confortáveis sendo o Setra S125 nomeado autocarro do ano de 1977. Todas as outras marcas utilizaram a Série 200 da Setra como ponto de referência para concorrerem no mercado de Autocarros. Nesta série já havia autocarros com motores V6, V8 e V10 da MAN e turbocompressores.
Em 1980 foi estudada a Série 300 que apenas apareceu em 1989.Um dos melhores autocarros e mais famosos desta série foi o Setra S315 HD que foi nomeado o autocarro do ano de 1993. Também o Setra 315NF foi nomeado como autocarro do ano em 1997. Na série 300 apareceram autocarros muito mais potentes e seguros. Nesta série a Setra criou o "ABS - Anti Lock System".
Em 1995 a fábrica sofria uma crise não só económica mas também administrativa e foi comprada pela Daimler-Benz que em 2001 introduziu os modelos Evo Bus. A Setra comprada pela Daimler-Benz dividiu os modelos em Multi Class (carga e passageiros), Comport Class (comforto) e Top Class (luxo e segurança). Em 2001 nasce a Série 400 que em 2002 tem o Setra S415 HDH nomeado o autocarro do ano. Também em 2009 o Setra S415 NF foi nomeado como autocarro do ano. Em 2012 apareceu a Série 500 que é atualmente reconhecida pelos seus melhores autocarros do mundo. Em 2014 o Setra S515 HD foi nomeado como autocarro do ano.

## Produção
Toda a gama de autocarros da marca Setra é produzido em Neu-Ulm. Os órgãos e chassis são produzidos na planta EvoBus em Mannheim, transportados para Ulm onde são montados, pintados e acabados. A fábrica de Neu-Ulm foi construída em 1992 onde está situada a sede.
Os modelos Setra e os modelos Mercedes-Benz são produtos de irmãos que usam no chassis e mecânica uma variedade de mesmos componentes e são fabricados também em Neu-Ulm.

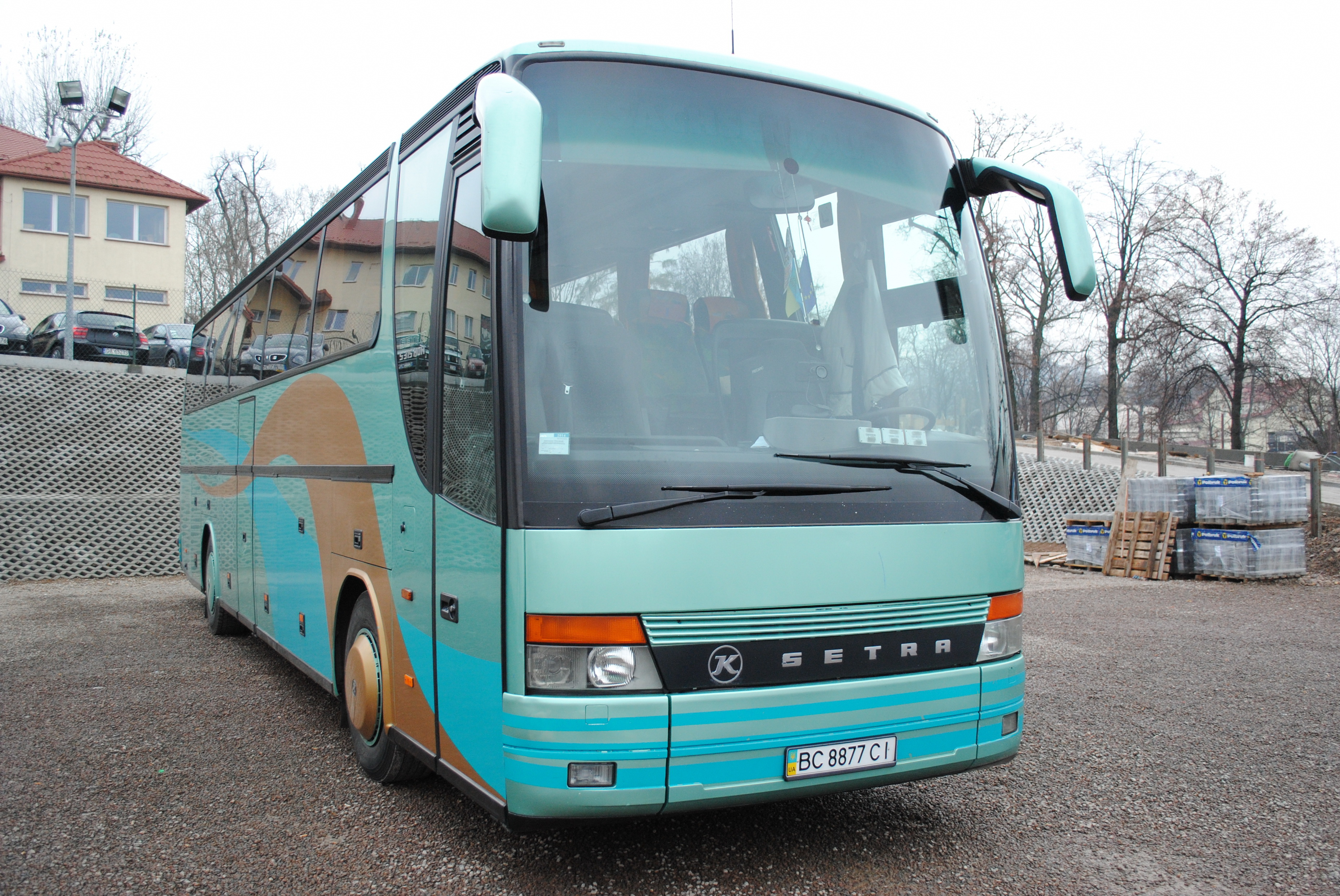
Setra S315

## Modelos de Autocarros

#### Não Produzidos Atualmente
Primeira Geração (1951): S6, S7, d8, S9, S10, S11, S12, S14, S15.
Segunda Geração (1967): S80, S110, S120, S130S, S140ES, S150, SG180M, SG180Ü, SG180ÜL, SG180S.
Terceira Geração (1976):  S208H, S208HM, S208HMU, S208HU, S209H, S209HM, S209HMU, S209HU, S210H, S210HD, S210HI, S210HM, S210HMU, S210HU, S211H, S211HD, S211HDI, S211HDU, S211HI, S211HM, S211HMU, S211HU, S212H, S212HM, S212HMU, S212HU, S213H, S213HD, S213HDU, S213HI, S213HM, S213HMA, S213HMI, S213HMU, S213HR, S213HRI-GT, S213HUL, S213UL, S214H, S214HD, S214HDI, S214HDU, S215H, S215HD, S215HDH, S215HDI, S215HDS, S215HDU, S215HI, S215HM, S215HMI, S215HMU, S215HR, S215HRI-GT, S215HU, S215HUL, S215NR, S215RL, S215SL, S215UL, S216HDS, S216HDSI, SG219SL, SG220UL, S221HDS, SG221UL, S228DT, S228DTI, S250 Special.
Quarta Geração (1991): S300NC, S309HD, S312HD, S313UL, S313UL-GT, S315GT, S315GT-HD, S315H, S315HD, S315HDH/2, S315HDH/3, S315NF, S315UL, S315UL-GT, S316HDS, S316UL, S317GT-HD, S317HDH, S317UL, S317UL-GT, S319NF, S319UL, S319GT-HD, SG321UL, S328DT.

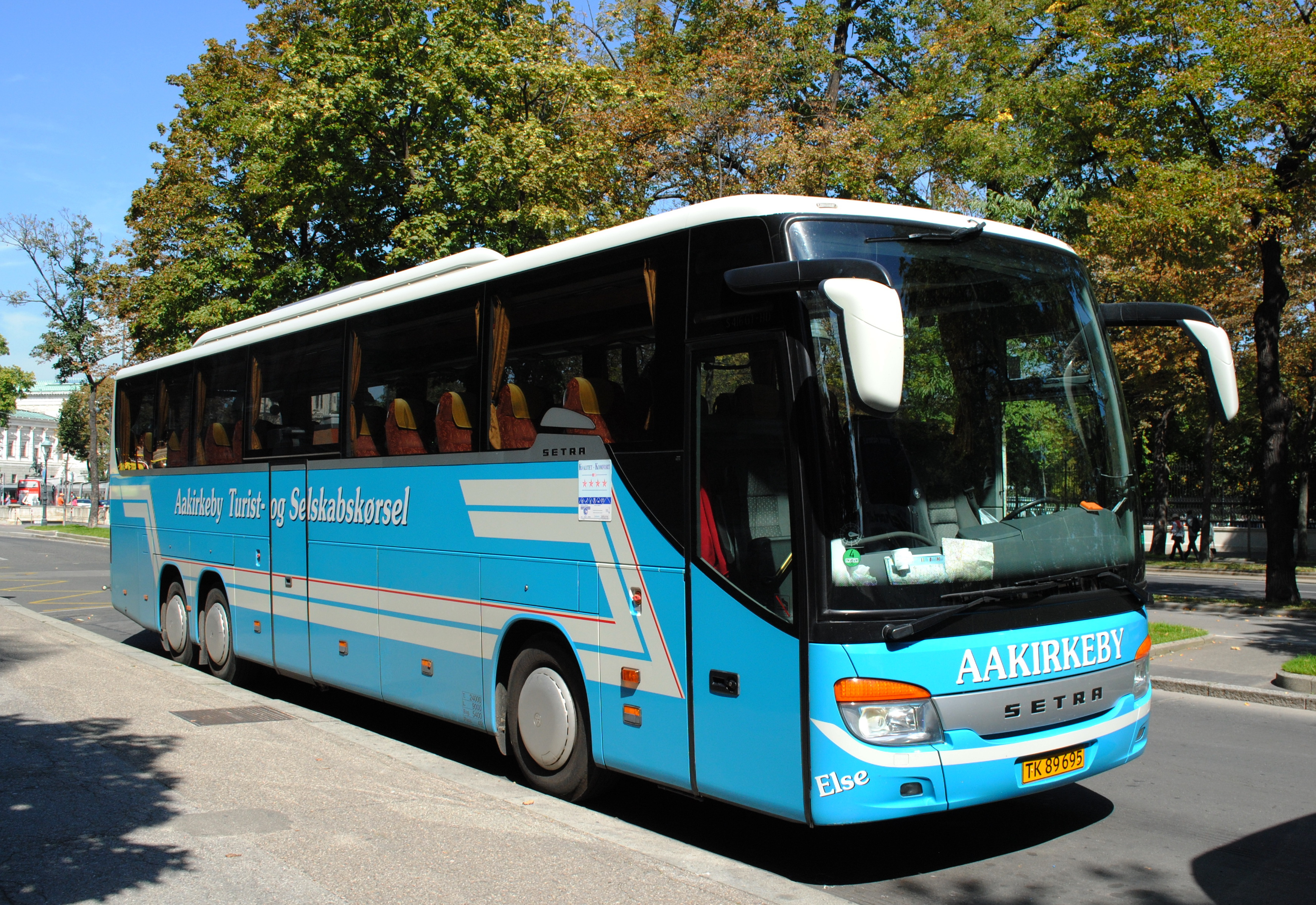
Setra S417 HDH

Quinta Geração (2006): MultiClass S415NF, S416NF; ComfortClass S415GT, S415GT-HD, S416GT, S416GT-HD, S416GT-HD/2, S417GT-HD, S419GT-HD; TopClass S411HD, S415HD, S415HDH, S416HDH, S417HDH, S431DT.

#### Produzidos Atualmente
MultiClass 400: S 415 H, S 416 H, S 412 UL, S 415 UL, S 416 UL, S 417 UL, S 419 UL, S 415 UL business, S 416 UL business, S 417 UL business, S 415 LE business, S 416 LE business

ComfortClass 500: S 511 HD, S 515 HD, S 516 HD, S 516 HD/2, S 517 HD, S 519 HD, S 515 MD, S 516 MD

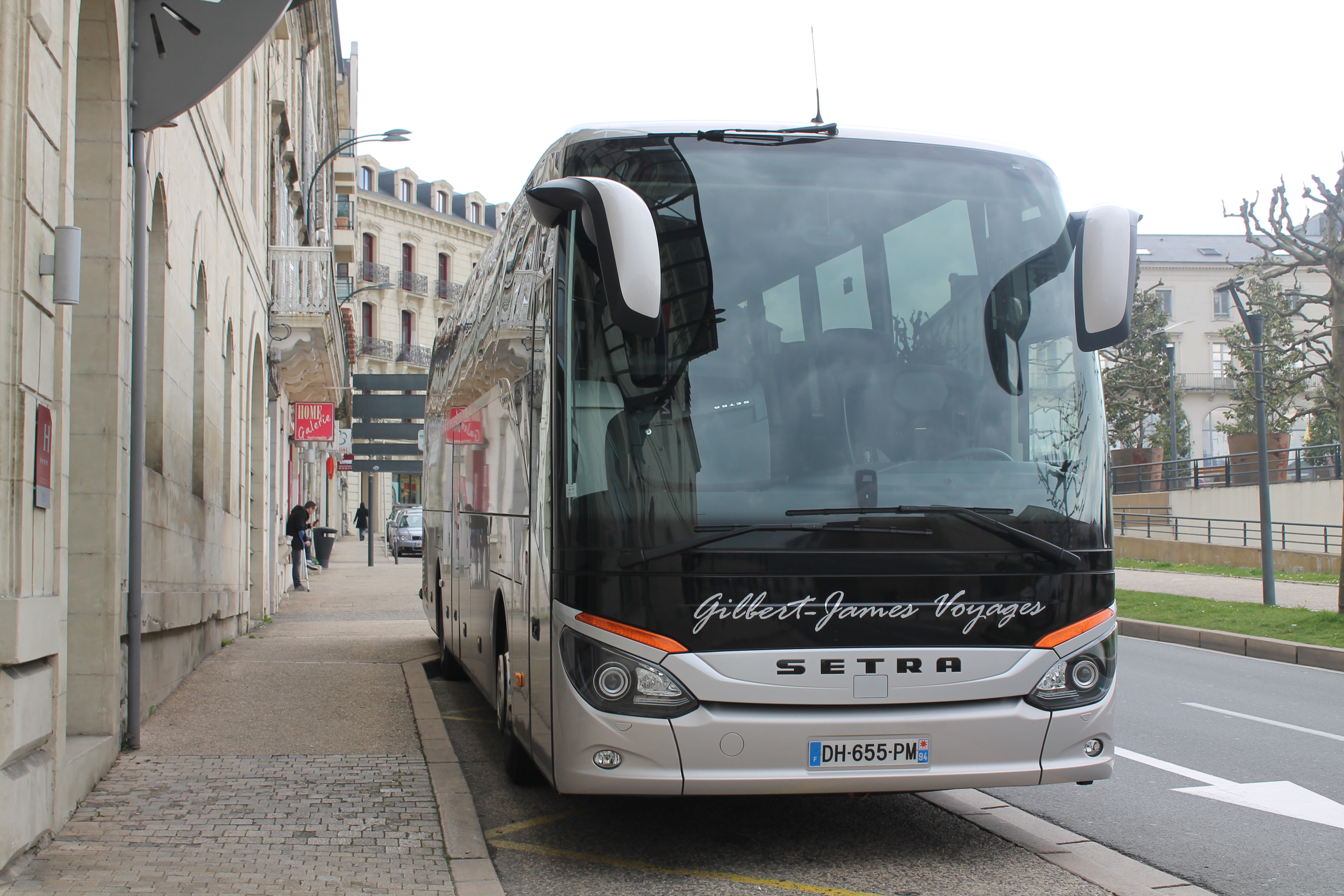
Setra S515

TopClass 500: S 515 HDH, S 516 HDH, S 517 HDH, S 531 DT